# Meliosma depressiva
Meliosma depressiva är en tvåhjärtbladig växtart som beskrevs av J.F.Morales. Meliosma depressiva ingår i släktet Meliosma och familjen Sabiaceae. Inga underarter finns listade.